# How Do You Do!
How Do You Do! is een nummer van de Zweedse band Roxette uit 1992. Het is de eerste single van hun vierde studioalbum Tourism.
Het vrolijke nummer werd in veel landen een grote hit. Het bereikte in opvallend veel landen de nummer 2-positie, waaronder in Roxettes thuisland Zweden, maar ook in zowel de Nederlandse Top 40 als de Vlaamse Radio 2 Top 30.